# Campanha da tinha em Portugal
Space Community
Created By Joafine
Um Servidor Do Discord De Divulgação, jogos, filmes...

Criado em 2 de agosto de 2025

Se Você Deseja Entrar No Servidor Do Discord Ou No Site
Discord -> https://discord.gg/DfFMN59gma
Website -> https://space-community.carrd.co

## Epidemiologia da doença
A tinha constituiu um problema sanitário em Portugal, que só na década de cinquenta, começou realmente a impressionar a população e, consequentemente, os organismos de assistência e as autoridades a quem competia a defesa da saúde pública [1]. Devido à sua elevada prevalência na população infantil chegou a constituir um verdadeiro flagelo social [2].
O diagnóstico da tinha era feito com base na demonstração microscópica do fungo, já que o exame direto dos cabelos parasitados não identificava a espécie de fungo, mas apenas o seu género [3]. Um método auxiliar de diagnóstico, que se revelava de grande utilidade, era a utilização da luz de Wood [3, 4]. Consistia numa fonte de radiação ultravioleta que produzia a fluorescência da pele e cabelos parasitados, fluorescência que variava consoante a espécie de fungo [3]. A incidência da tinha aumentava gradualmente da infância até à idade escolar, decrescendo abruptamente na puberdade [5, 6].
Nos inquéritos que realizou em 13 concelhos do Norte, observando 76 427 crianças das escolas, Aureliano da Fonseca identificou 3169 casos de tinha, com prevalências que variavam entre 0,4 e 12,6%, tendo encontrado as frequências mais elevadas nas zonas costeiras, como foi o caso da Póvoa e de Vila do Conde [2, 7, 8]. O agente etiológico mais comum em Portugal, na década de 50-60, era o Trichophyton violaceum (60% dos casos), seguido pelo Trichophyton schoenleinii (15%), Trichophyton tonsurans (14%) e Microsporum canis (10%) [9]. Uns anos mais tarde, esta sequência apresentava ligeiras alterações, sendo as 4 espécies mais frequentes, por ordem de prevalência, Trichophyton violaceum, Microsporum canis, Trichophyton tonsurans e Trichophyton schoenleinii [10, 11].
A tinha favosa era causada pelo Trichophyton schoenleinii, sendo mais frequente no Norte de Portugal, onde as condições socioeconómicas eram mais deficitárias [12]; a tinha tricofítica era causada por várias espécies do género Trichophyton, e a tinha microspórica era causada principalmente pelas espécies Microsporum canis e Microsporum felineum [13]. Os casos eram mais comuns nas classes mais desfavorecidas, associados a deficientes condições de higiene, que facilitavam a propagação desta doença altamente contagiosa [14, 15]. A transmissão era inter-humana para a maior parte dos fungos (a tinha microspórica era essencialmente transmitida por animais como os gatos e os cães), podendo ocorrer através de diversos objetos contaminados, como pentes, bonés, vestuário.

## Tratamento da doença
O tratamento era local, feito com diversos cremes e pomadas (ex: tintura de iodo, pomada à base de enxofre, pomada de salicilanilida) que não se mostravam capazes de eliminar o problema em tempo útil. Em virtude dos micélios do fungo penetrarem profundamente no folículo piloso, compreende-se a dificuldade de conseguir que qualquer produto fungicida atingisse a profundidade necessária e fosse capaz de entrar no próprio pêlo [3, 8, 16]. Em virtude desta situação, para curar a tinha, havia a necessidade de fazer a depilação de todos os cabelos parasitado, para evitar que estes continuassem a crescer, mantendo a cronicidade da doença. A depilação tinha um papel relevante no tratamento da tinea capitis, em associação com os medicamentos tópicos então utilizados. Foi realizada de acordo com o método de Kienboch-Adamson (ou dos 5 campos) - marcavam-se cinco pontos no couro cabeludo, sendo aplicada, a cada um deles, uma dose de radiação de 300-400 Roentgen (R) [17, 18]. O cabelo caía normalmente cerca de 15 dias após a irradiação e nascia entre 45 a 75 dias após a sessão de raios X [19]. Os agentes causais da tinha não eram destruídos pelos raios X. 
Para o estabelecimento do critério de cura era aconselhada a suspensão de qualquer tipo de tratamento quando já não existissem sintomas da doença [11]. Após um período de quinze dias, durante os quais não se aplicava qualquer tratamento ou medida de limpeza do local afectado, realizava-se o exame clínico e parasitológico. Se este exame não revelasse alteração, aguardava-se um novo período de quinze dias, antes de se dar o caso como curado.
No Norte de Portugal a campanha de luta contra a tinha iniciou-se no antigo Dispensário Central de Higiene Social do Porto (DCHSP). A iniciativa foi realizada com a colaboração de todos os médicos, tendo abrangido toda a área costeira, desde o concelho de Viana do Castelo até à proximidade de Ovar, através de visitas epidemiológicas às escolas. Quando a Direção Geral de Saúde tomou conhecimento da extensão da doença, foram criadas Brigada Móveis de luta contra a tinea capitis, dada a grande expansão da doença e a existência de focos importantes no nosso país [2, 7]. Esta Brigada Móvel era constituída por uma pequena camioneta fechada, com motorista, transportando um aparelho de roentgenterapia, um médico, uma enfermeira, uma auxiliar e um visitadora social. Os diagnósticos eram confirmados por exame micológico directo feito na mesma camionete.
A introdução na terapêutica de um antimicótico que podia ser tomado por via oral – a griseofulvina - dispensando a epilação do couro cabeludo, representou um grande melhoramento no tratamento da tinha. A griseofulvina começou a ser ensaiada na clínica humana em 1958 [20]. Apenas o custo elevado deste agente terapêutico justificou que a roentgenterapia não fosse abandonada de imediato e se tivesse mantido ainda no início dos anos sessenta [21].

## Possíveis efeitos secundários da epilação por raios-X (roentgenterapia)
A epilação por raios-X como adjuvante do tratamento da tinea capitis foi um método utilizado em vários países. Os possíveis efeitos secundários da roentgenterapia começaram a ser investigados desde há muito tempo, nomeadamente na coorte de Israel [22], tendo-se observado, ao longo dos anos, um aumento de vários tumores da zona da cabeça e pescoço, nomeadamente o carcinoma da tiroide [23] e um tipo de carcinoma de pele, o carcinoma basocelular [24].
Desde 2006 que se iniciou no IPATIMUP (Instituto de Patologia e Imunologia Molecular da Universidade do Porto) a busca e estudo da coorte de pessoas tratadas no antigo DCHSP [25]. Foram observadas cerca de 1300 pessoas, a partir de um registo que abrangia 5356, a maioria submetida ao tratamento na infância, em idade escolar (6-12 anos). O registo incluía também o diagnóstico da tinea capitis realizado na altura. Graças a isso foi possível constatar que o diagnóstico de tinha favosa aumentou em 8 vezes o risco do aparecimento de alopecia definitiva (perda total do cabelo) nas mulheres observadas [26]. A tinha favosa, se não tratada atempadamente, podia causar alopecia definitiva [2].
Nestas 1300 pessoas  observou-se uma frequência elevada do carcinoma da tiroide [25, 27], e do carcinoma basocelular [28], tal como havia sido descrito noutras coortes de pessoas irradiadas para o tratamento da tinea capitis, nomeadamente na de Israel. A quase totalidade destas pessoas não tinha conhecimento da natureza do tratamento a que tinha sido submetida na infância, e por esse motivo, nunca tinha mencionado a situação ao seu médico assistente [27]. 
Outro possível efeito secundário da epilação por raios-X, recentemente descrito na coorte de Israel, é o aumento do risco de arteriosclerose das carótidas [29], que está a ser estudado na coorte portuguesa.